# Tobias Erben
Tobias Erben (* 1973) ist ein ehemaliger deutscher Basketballspieler.

## Werdegang
Erben spielte im Nachwuchsbereich des MTV 1846 Gießen. In der Saison 1992/93 bestritt der 2,04 Meter große Innenspieler seinen einzigen Einsatz für die Gießener Bundesliga-Mannschaft. Erben spielte für den TV Lich in der 2. Basketball-Bundesliga und lange für den VfB 1900 Gießen.
Als Trainer betreute Erben die Mannschaft des VfB 1900 Gießen, zeitweise im Gespann mit Jan Villwock, und er war beim TSV Grünberg tätig, unter anderem als Trainer der Zweitliga-Damen. Beruflich wurde der studierte Sozialwissenschaftler Leiter des Sportamts der Stadt Gießen.